# Campeonato Mundial Interclubes de Basquete Feminino de 1992
O Campeonato Mundial Interclubes de Basquete Feminino de 1992 teve como sede a cidade de São Paulo no Ginásio do Ibirapuera.

## Participantes
| Américas | 3 | Leite Moça/Sorocaba | Havana         | Victoria |
| Europa   | 2 | Dorna Godella       | Dynamo de Kiev |          |
| Ásia     | 1 | Citizen's           |                |          |

| Equipe 1            | Resultado | Equipe 2       |
| ------------------- | --------- | -------------- |
| Dorna Godella       | 116–52    | Victoria       |
| Leite Moça/Sorocaba | 127–77    | Citizen's      |
| Havana              | 93–92     | Dynamo de Kiev |

| Equipe 1            | Resultado | Equipe 2       |
| ------------------- | --------- | -------------- |
| Citizen's           | 93–88     | Havana         |
| Leite Moça/Sorocaba | 105–58    | Victoria       |
| Dorna Godella       | 79–42     | Dynamo de Kiev |

| Equipe 1            | Resultado | Equipe 2  |
| ------------------- | --------- | --------- |
| Dynamo de Kiev      | 74–42     | Victoria  |
| Leite Moça/Sorocaba | 96–92     | Havana    |
| Dorna Godella       | 93–61     | Citizen's |

| Equipe 1            | Resultado | Equipe 2       |
| ------------------- | --------- | -------------- |
| Victoria            | 61–94     | Citizen's      |
| Leite Moça/Sorocaba | 68–82     | Dynamo de Kiev |
| Dorna Godella       | 73–79     | Havana         |

| Equipe 1            | Resultado | Equipe 2      |
| ------------------- | --------- | ------------- |
| Dynamo de Kiev      | 88–77     | Citizen's     |
| Leite Moça/Sorocaba | 92–85     | Dorna Godella |
| Havana              | 85–47     | Victoria      |

| Equipe 1            | Resultado | Equipe 2       |
| ------------------- | --------- | -------------- |
| Dorna Godella       | 116–52    | Victoria       |
| Leite Moça/Sorocaba | 127–77    | Citizen's      |
| Havana              | 93–92     | Dynamo de Kiev |

| Equipe 1            | Resultado | Equipe 2       |
| ------------------- | --------- | -------------- |
| Citizen's           | 93–88     | Havana         |
| Leite Moça/Sorocaba | 105–58    | Victoria       |
| Dorna Godella       | 79–42     | Dynamo de Kiev |

| Equipe 1            | Resultado | Equipe 2  |
| ------------------- | --------- | --------- |
| Dynamo de Kiev      | 74–42     | Victoria  |
| Leite Moça/Sorocaba | 96–92     | Havana    |
| Dorna Godella       | 93–61     | Citizen's |

| Equipe 1            | Resultado | Equipe 2       |
| ------------------- | --------- | -------------- |
| Victoria            | 61–94     | Citizen's      |
| Leite Moça/Sorocaba | 68–82     | Dynamo de Kiev |
| Dorna Godella       | 73–79     | Havana         |

| Equipe 1            | Resultado | Equipe 2      |
| ------------------- | --------- | ------------- |
| Dynamo de Kiev      | 88–77     | Citizen's     |
| Leite Moça/Sorocaba | 92–85     | Dorna Godella |
| Havana              | 85–47     | Victoria      |

| Equipe 1  | Resultado | Equipe 2 |
| --------- | --------- | -------- |
| Citizen's | 80–69     | Victoria |

| Equipe 1            | Resultado | Equipe 2       |
| ------------------- | --------- | -------------- |
| Leite Moça/Sorocaba | 82–70     | Dynamo de Kiev |
| Dorna Godella       | 82–62     | Havana         |

| Equipe 1       | Resultado | Equipe 2 |
| -------------- | --------- | -------- |
| Dynamo de Kiev | 80–67     | Havana   |

| Equipe 1      | Resultado | Equipe 2            |
| ------------- | --------- | ------------------- |
| Dorna Godella | 90–86     | Leite Moça/Sorocaba |

| Campeão Mundial Interclubes Feminino 1992 |
| ----------------------------------------- |
| Dorna Godella 1º título                   |

|    | Equipes             |
| -- | ------------------- |
|    | Dorna Godella       |
|    | Leite Moça/Sorocaba |
|    | Dynamo de Kiev      |
| 4. | Havana              |
| 5. | Citizen's           |
| 6. | Victoria            |